# Tomás Schoeler
Tomás Schoeler es un actor y creador de contenido digital chileno. Ha participado en producciones audiovisuales nacionales y ha comenzado a desarrollarse en el ámbito del cine y la actuación frente a cámara.

## Reseña biográfica
Desde joven mostró interés por las artes escénicas y la actuación, participando en actividades escolares y en proyectos artísticos locales.
En 2024 tuvo un pequeño papel en la película Desconectados 2, secuela de la cinta chilena estrenada en Prime Video, lo que marcó su primera incursión en el cine. Paralelamente, ha trabajado en su desarrollo como creador de contenido en plataformas digitales, explorando el formato de videoblogs y registros de la vida cotidiana, con lo que ha logrado acercarse a un público joven.
Su interés principal se centra en la actuación frente a cámara, aunque también ha mostrado inclinación hacia el teatro como herramienta de formación actoral. Actualmente busca consolidar su carrera artística en la industria audiovisual latinoamericana.

## Distinciones
- Breve Participación en la película Desconectados 2 (Prime Video, 2024).
- Reconocimiento incipiente como creador de contenido en plataformas digitales.
- Formación en diversos talleres de actuación y preparación escénica.